# Sungai Gombak
Der Gombak (malaiisch Sungai Gombak ) ist ein kleiner Fluss in  Malaysia.

## Geografie
Der Fluss fließt durch den malaysischen Bundesstaat Selangor und hat eine Länge von 27 km. Der Gombak entspringt am Gunung Bunga Buah an der Grenze zu Pahang und mündet in  Kuala Lumpur in den Sungai Kelang. Er hat ein Einzugsgebiet von 122 km².

## Namensgebung
Der Gombak war früher auch als Sungai Lumpur (schlammiger Fluss) bekannt. Das Wort Kuala bedeutet Mündung. Entsprechend bedeutet Kuala Lumpur so viel wie Mündung des Schlammigen.

## Ökologie
Der Gombak gilt als der am stärksten verschmutzte Zufluss des Kelang. Zwischen 1969 und 1990 gingen 41 % der angestammten Fischarten im Gombak verloren.